# 列车通信网络
列车通信网络（英語：Train Communication Network，简称TCN），是一种以计算机网络为核心的分布式网络控制系统，作为铁路机车车辆的控制、检测和诊断系统；该国际标准由国际电工委员会（IEC）和国际铁路联盟（UIC）联合制定，即IEC 61375，同时电气电子工程师学会（IEEE）也引用该项标准作为列车通信网络标准，即IEEE 1473-T。
车载网络总体结构包含两级总线层次架构，分别为可用于连接各节可动态编组车辆间的绞线式列车总线（Wire Train Bus，WTB），以及用于连接一节车辆或一组车辆单元内部各种设备的多功能车辆总线（Multifunction Vehicle Bus，MVB）。

## 历史
列车通信网络的前身为车载微机系统。1970年代末至1980年代初，西德西门子公司和瑞士布朗·勃法瑞公司（BBC）分别成功研制了“SIBAS”和“MICAS”微机控制系统。1988年，国际电工委员会第九技术委员会（TC9），与世界上20多个主要铁路运营部门和机车车辆制造厂家代表，以及国际铁路联盟的代表，共同组成第22工作组（WG22），其任务是制订一个开放的通信系统，从而使得各种铁道机车车辆能够相互联挂，并且车上的可编程电子设备能够互换，并以具有多年应用经验的“SIBAS”和“MICAS”微机控制系统作为雏形。1992年6月，第22工作组以委员会草案（Committee Draft）的形式向各国发出列车通信网络的征求意见稿，该稿分成四个部分：第一部分为总体结构，第二部分为实时协议，第三部分为多功能车辆总线（MVB），第四部分为绞线式列车总线（WTB）。
经过多年的努力，第22工作组在西门子公司和Adtranz公司（瑞士布朗·勃法瑞公司于1988年被Adranz收购）原有技术方案的基础上，共同开发出了一套系统标准。1994年5月至1995年9月，欧洲铁路研究所（ERRI）在瑞士因特拉肯至荷兰阿姆斯特丹之间的铁路，对瑞士联邦铁路（SBB）、德国铁路股份公司（DB）、意大利国家铁路（FS）、荷兰铁路（NS）的车辆编组而成的试验列车进行了全面的TCN实验。
1999年6月，TCN标准草案61375-1正式成为国际标准。在61375-1中，除了以上四个部分外，还有第五部分（列车网络管理），附录A（列车通信网导引）和附录B（一致性测试导则）。